# Orozko
Orozko és un municipi de la província de Biscaia, País Basc, pertanyent a la comarca de Arratia-Nerbion. Limita al nord amb Arakaldo, Arrankudiaga, Zeberio i Arteaga, al sud amb Areatza i Zeanuri, a l'est amb Laudio, Aiara i Amurrio, i a l'oest amb Amurrio i Zuia.